# O!RUL8,2?
O!RUL8,2? là mini album đầu tay của nhóm nhạc nam Hàn Quốc BTS. Nó được phát hành vào ngày 11 tháng 9 năm 2013 như album thứ hai sau 2 Cool 4 Skool. Album bao gồm 10 bài hát, với "N.O" (còn được gọi là "No Offense") là bài hát chủ đề. Nhóm sau đó đã quảng bá "Attack On Bangtan (진격의 방탄)", một bài hát khác trong album.

## Bối cảnh và phát hành
Vào ngày 27 tháng 8 năm 2013, Big Hit Entertainment đã đưa ra đồng hồ đếm ngược  trên trang web chính thức của BTS và đăng tải đoạn comeback trailer  vào ngày 27 tháng 8 trên YouTube để chuẩn bị cho O! RUL8,2? và các lịch trình quảng bá trở lại. Nó có đoạn độc thoại của Rap Monster khi các hình ảnh 3D khác nhau liên quan đến BTS bay lơ lửng trong không gian trước khi vỡ vụn xuống đất  và bắt đầu bằng một đoạn tường thuật lồng tiếng nói về cách một người nên theo đuổi ước mơ của mình. Ba ngày sau, họ tiết lộ tracklist O! RUL8,2?  và concept photo  của album trên tài khoản Twitter và trang Facebook chính thức của họ. Họ cũng đã phát hành bản thiết kế và chi tiết của album vật lý, cùng với photobook, photocard và poster. Big Hit Entertainment sau đó đã phát hành một đoạn trailer đặc biệt cho concept của album. Sau đó, họ đã phát hành teaser đầu tiên, tiết lộ rằng "N.O" sẽ là đĩa đơn chính. Vào ngày 8 tháng 9 năm 2013, BTS đã phát hành một bản audio preview  trước khi phát hành album.

## Video âm nhạc
Video âm nhạc cho ca khúc chính, "N.O" (từ viết tắt của "NO Offense"), được phát hành vào ngày 10 tháng 9, một ngày trước khi phát hành album. Video âm nhạc có các thành viên mặc đồng phục và nổi loạn chống lại giáo viên của họ trong một lớp học có vẻ như là một lớp học lạc hậu. Vũ đạo của họ do Son Sungdeuk biên đạo và video âm nhạc do Zanybros đạo diễn.

## Quảng bá
BTS đã trở lại với "N.O" vào ngày 12 tháng 9 năm 2013, trên chương trình M. Nhóm tiếp tục quảng bá trên KBS 's Music Bank, MBC ' s Music Core, SBS 's Inkigayo và Arirang TV là Simply K-Pop. Vào tháng 11 năm 2013, BTS tiếp tục quảng bá album với "Attack on Bangtan" trên các chương trình âm nhạc khác nhau của Hàn Quốc. Rất lâu sau đó vào năm 2015, BTS đã tổ chức một buổi hòa nhạc đặc biệt  để ủng hộ album. 2015 BTS Live Trilogy Episode I: BTS Begins được tổ chức trong hai ngày tại Olympic Hall bắt đầu từ ngày 28 tháng 3 năm 2015, BTS biểu diễn các bài hát từ 2 Cool 4 Skool và O! RUL8,2?.

## Diễn biến thương mại 
O!RUL8,2? ra mắt ở vị trí thứ 4 trên Gaon Weekly Chart vào tuần thứ hai của tháng 9 năm 2013. Album cũng đứng ở vị trí thứ 11 trên Bảng xếp hạng hàng tháng Gaon tháng 9. Nó được xếp hạng thứ 55  album bán chạy nhất của Hàn Quốc trên Bảng xếp hạng Album Gaon vào năm 2013. Tính đến năm 2019, nó đã bán được hơn 200.000 bản.

## Danh sách bài hát
Tất cả các khoản ghi chú của bài hát được trích từ cơ sở dữ liệu của Hiệp hội Bản quyền Âm nhạc Hàn Quốc, trừ khi có ghi chú khác.
| STT              | Nhan đề                                                | Sáng tác                                      | Sản xuất          | Thời lượng |
| ---------------- | ------------------------------------------------------ | --------------------------------------------- | ----------------- | ---------- |
| 1.               | "Intro: O! RUL8,2"                                     | Pdogg RM                                      | Pdogg             | 1:11       |
| 2.               | "N.O"                                                  | Pdogg "Hitman" Bang RM Suga Supreme Boi       | Pdogg             | 3:30       |
| 3.               | "We On"                                                | Pdogg RM Suga J-Hope                          | Pdogg             | 3:51       |
| 4.               | "Skit: R U Happy Now?"                                 |                                               | Pdogg             | 2:28       |
| 5.               | "If I Ruled the World"                                 | Pdogg RM Suga J-Hope                          | Pdogg             | 4:07       |
| 6.               | "Coffee"                                               | Urban Zakapa Pdogg RM Slow Rabbit Suga J-Hope | Pdogg Slow Rabbit | 4:20       |
| 7.               | "BTS Cypher Pt.1"                                      | Supreme Boi RM Suga J-Hope                    | Supreme Boi       | 2:11       |
| 8.               | "진격의 방탄" (Jingyeogui Bangtan / Attack On Bangtan) | Pdogg RM Suga J-Hope Supreme Boi              | Pdogg             | 4:07       |
| 9.               | "팔도강산" (Paldogangsan / Satoori Rap)                | Pdogg RM Suga J-Hope                          | Pdogg             | 3:25       |
| 10.              | "Outro: Luv in Skool"                                  | Slow Rabbit Pdogg                             | Slow Rabbit Pdogg | 1:26       |
| Tổng thời lượng: | Tổng thời lượng:                                       | Tổng thời lượng:                              | Tổng thời lượng:  | 30:36      |

## Bảng xếp hạng
| Chart (2013)                 | Peak position |
| ---------------------------- | ------------- |
| South Korea Gaon Album Chart | 4             |

| Chart (2013)                 | Peak position |
| ---------------------------- | ------------- |
| South Korea Gaon Album Chart | 11            |

### Biểu đồ hàng năm
| Đồ thị                                     | Chức vụ |
| ------------------------------------------ | ------- |
| Bảng xếp hạng album Gaon 2013 của Hàn Quốc | 55      |
| Bảng xếp hạng album Gaon 2014 của Hàn Quốc | 92      |
| Bảng xếp hạng album Gaon 2015 của Hàn Quốc | 87      |
| Bảng xếp hạng album Gaon của Hàn Quốc 2016 | 86      |
| Bảng xếp hạng album Gaon 2017 của Hàn Quốc | 99      |
| Bảng xếp hạng album Gaon 2018 của Hàn Quốc | 82      |
| Bảng xếp hạng album Gaon 2019 của Hàn Quốc | 81      |

## Bán hàng và chứng nhận
| Đồ thị          | Bán hàng |
| --------------- | -------- |
| Hàn Quốc (Gaon) | 240.118  |

## Lịch sử phát hành
| Quốc gia       | Ngày                     | định dạng                 | Nhãn                                           |
| -------------- | ------------------------ | ------------------------- | ---------------------------------------------- |
| Nam Triều Tiên | Ngày 11 tháng 9 năm 2013 | CD, tải xuống kỹ thuật số | Big Hit Entertainment </br> LOEN Entertainment |
| Đa dạng        | Ngày 11 tháng 9 năm 2013 | Tải xuống kỹ thuật số     | Big Hit Entertainment </br> LOEN Entertainment |